# トヨタ・デュエット
デュエット（Duet）は、1998年9月から2004年6月までトヨタ自動車が販売していた小型ハッチバック乗用車。ダイハツ工業が製造するストーリアのOEM供給車種である。

## 概要
トヨタカローラ店で販売されていた。車名は英語で「二重奏」を意味する。
ボディは5ドアのみで、当時は多くの小型車からマニュアルトランスミッションと灰皿が廃止される流れの中で、それらを設定していた。
販売された大部分は1.0Lモデルであったが、マイナーチェンジで1.3Lモデルも設定された。ストーリアに設定された競技用ベースモデルの「X4」（クロスフォー）に相当するグレードは、デュエットには設定されなかった。1.3Lモデルには、全グレード（2001年12月のマイナーチェンジ以降は1.3 S Packageのみ）に高回転型エンジンであるK3-VE2型が搭載され、ホットハッチと呼べる動力性能が与えられた。しかし事実上ハイオクガソリン用に最適化され、レギュラーガソリンでは高性能が発揮できなかった。

## 年表

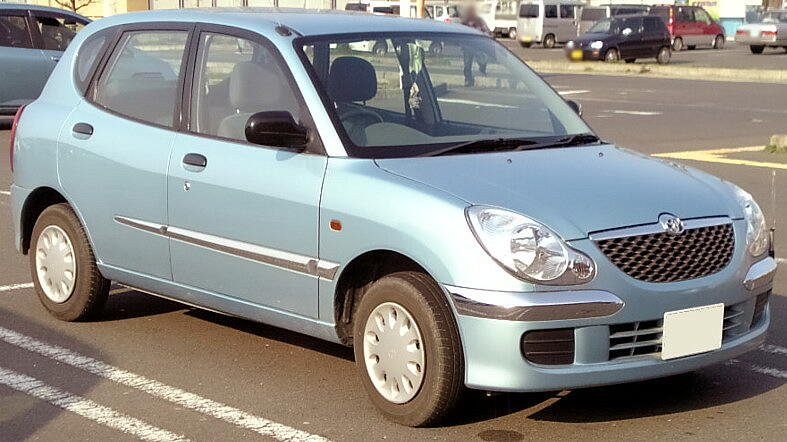
デュエット
（2001年改良型「1.0V」）

1998年（平成10年）9月24日
発売。
エンジンはダイハツ製のEJ-DE型989 cc直列3気筒DOHC12バルブエンジンのみの設定で、トランスミッションは4速ATおよび5速MTが用いられる。
この時期の仕様には、本来トヨタ車の特徴であるデジタルクロックがダイハツ製ということもあり採用されなかったにもかかわらず、装備されるカーオーディオやカーラジオはダイハツ純正品でなくトヨタ純正品であったため、時刻を車内でそのまま見ることはオーディオユニットを交換しない限りできなかった。そのためトヨタでは1DINポケットに左半分はカセット入れ・右半分は蛍光管式デジタルクロックといった特異なオプションを用意していた。
1999年4月16日
「V」をベースに電動格納式リモコンカラードドアミラーやUVカットガラスなどを装備した特別仕様車「Vリミテッド」を発売。
同時に「X」にラグジュアリーパッケージ、「V」にスポーツパッケージならびにビジネス仕様車を追加。新たにSRSサイドエアバッグとホワイトパールⅠのオプション設定を行った。
1999年10月7日
「V」をベースに、CD・カセット一体AM/FMマルチ電子チューナー付ラジオやワイヤレスドアロックリモートコントロールなどを装備した特別仕様車「Vリミテッド」を発売。また、この特別仕様車にはベースとなったVグレードに設定されていた「スポーツパッケージ」も設定される。
2000年5月9日
最初のマイナーチェンジ（1次改良）。
エクステリアでは前後バンパーが変更され、リヤは反射板が追加されたデザインになると同時にテールランプの配置も変更されている。また全グレードでフロントサスペンションが大幅に見直され、カーブドオフセットコイルスプリングの採用によりハンドリング性能も若干向上した。スピードメーター内のオドメーターとトリップメーターが機械式からデジタル液晶に変更され、併せてデジタルクロックが装備された。
K3-VE2型1,297 cc直列4気筒DOHC16バルブエンジンを搭載した1.3V、およびそれをベースにエアロパーツ、マフラーカッター、チタン調インパネ、ステアシフト（4速AT車のみ）などを追加した1.3V S Packageを追加設定。1.0X、1.0Vでは989 ccのEJ-DE型エンジンから、これをベースに連続可変バルブタイミング機構「VVT-i」を搭載したEJ-VE型に変更され、動力性能が若干向上した。
2000年12月25日
「V」をベースに、専用色のブリティッシュグリーンマイカの設定やキーフリーシステムなどを装備した特別仕様車「V クラシック」を発売。
2001年12月20日
2度目のマイナーチェンジ（2次改良）。
エクステリアが大幅に意匠変更（いわゆる「トヨタ顔」へのフェイスリフト）。これにより個性が失われたという批判も少なくないが、一方で「落ち着いていて良い」あるいは「親しみやすくて良い」と評価する声もあり、賛否両論であった。
高回転型ではないレギュラーガソリン仕様のK3-VE型エンジン搭載車が設定された。K3-VE型エンジンはストーリアでは内装に高級感を持たせたCXにしか設定されなかったが、デュエットではCXとほぼ同等の1.3Xだけでなく、安価な1.3Vにも設定された。このテコ入れでも販売の中心は1.0LのATであったが、850kg（FF車）と1998年改定の規格の軽自動車並みに軽量な車体には充分であった。従来の高回転型K3-VE2型エンジンは、スポーツモデルの1.3Sにのみ残された。
廉価グレードを除くモデルに、キー操作なしでドアの施錠・解錠及びエンジン始動が可能な「キーフリーシステム」を標準装備とした。トヨタの「スマートエントリー&スタートシステム」と同等の機能であるが、電波の強弱だけで動作する方式で、施錠・解錠時にボタンを押す必要もなかったため、電子カードキーの位置と電池の消耗具合によっては正しく動作しない場合があった。
2002年6月3日
1.0Vをベースに、GPSボイスナビゲーションシステムやレザー調シート＆ドアトリム表皮などを装備した「1.0V Classic･ナビスペシャル」を発売。また、ナビゲーション非装着の「1.0V Classic」も設定される。
2003年4月10日
特別仕様車「1.0Vリミテッド」「1.0Vクラシック」を発売。
2004年5月
オーダーストップに伴い生産終了。在庫対応分のみの販売となる。
2004年6月
ダイハツ工業と共同開発した後継車であるパッソ（ダイハツではブーン）の発売に伴い、販売を終了した。販売期間中の新車登録台数の累計は12万5,607台

## 車名の由来
「DUET（デュエット）」という音の響きの良さと、英語の「Duet（二重奏）」という意味の美しさがスタイルにマッチングしていることから名づけられた。